# 159102 Sarahflanigan
159102 Sarahflanigan este o planetă minoră (asteroid) din centura de asteroizi. A fost descoperită pe 11 octombrie 2004 la Observatorul Național Kitt Peak de Marc Buie⁠(d). 
Obiectul prezintă o orbită caracterizată de o semiaxă mare de 2,9846116725657 UAi, o excentricitate de 0,041877763061338, o înclinație de 9,8008464384063 ° în raport cu ecliptica.